# Osmorhiza berteroi
Osmorhiza berteroi là một loài thực vật có hoa trong họ Hoa tán. Loài này được DC. mô tả khoa học đầu tiên năm 1830.

## Hình ảnh

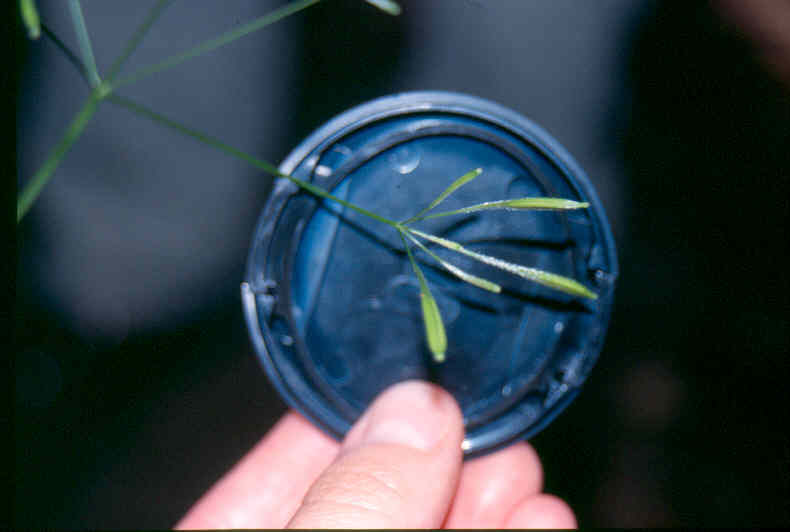
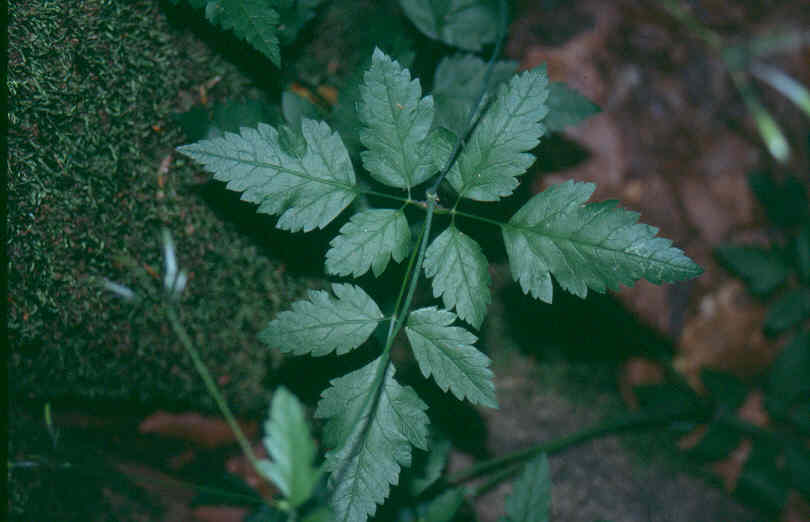
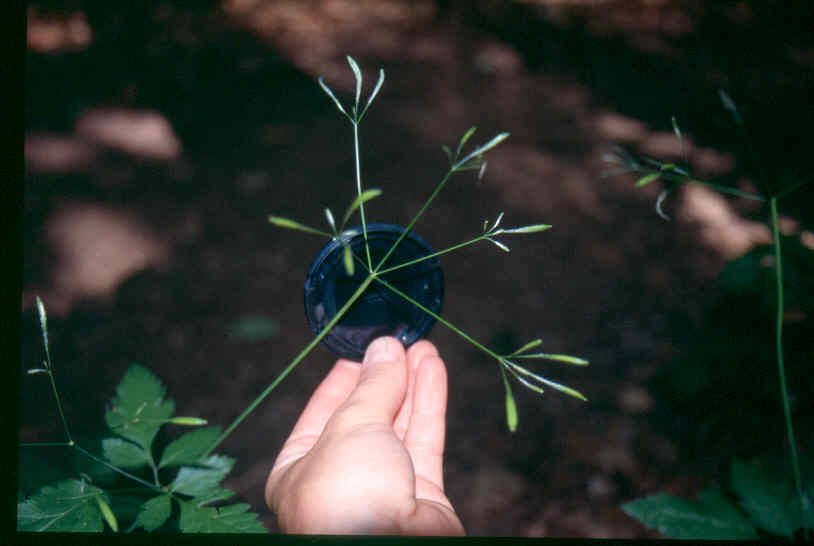
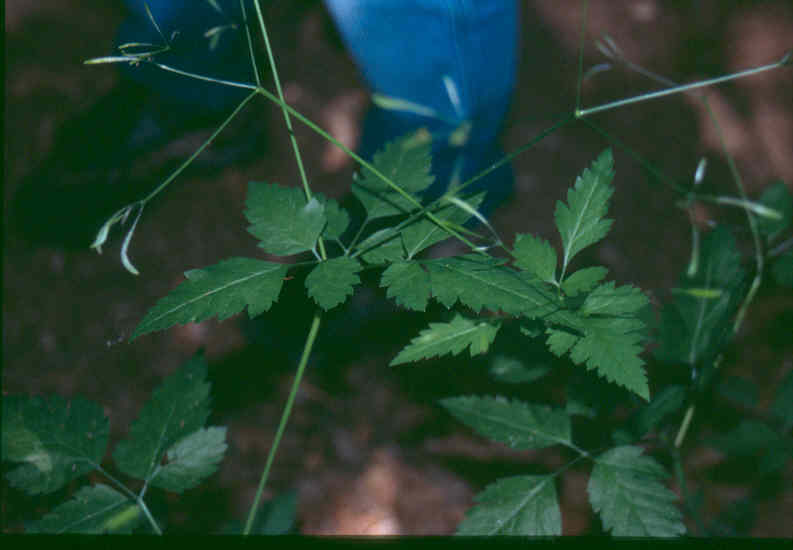